# أمامة بنت رافع الأنصارية
أمامة بنت رافع وقيل خُديج الأنصارية، وأمها حليمة بنت عروة البياضية، وأختها هي كبشة بنت رافع الأنصارية والدة سعد بن معاذ. أسلمت وبايعت الرسول محمد وتزوجها أسيد بن ظهير بن رافع بن عدي، وولدت له ثابتا ومحمدا وأم كلثوم وأم الحسن.